# مارکو دونادل
مارکو دونادل (ایتالیایی: Marco Donadel؛ زادهٔ ۲۱ آوریل ۱۹۸۳) بازیکن فوتبال اهل ایتالیا است.
از باشگاه‌هایی که در آن بازی کرده‌است می‌توان به باشگاه فوتبال پارما، باشگاه فوتبال ناپولی، باشگاه فوتبال مونترال، باشگاه فوتبال سمپدوریا، باشگاه فوتبال لچه، باشگاه فوتبال آ.ث. میلان، باشگاه فوتبال فیورنتینا، و باشگاه فوتبال هلاس ورونا اشاره کرد.
وی همچنین در تیم‌های ملی فوتبال زیر ۱۵ سال ایتالیا، زیر ۱۶ سال ایتالیا، زیر ۱۷ سال ایتالیا، زیر ۱۹ سال ایتالیا، زیر ۲۰ سال ایتالیا، و زیر ۲۱ سال ایتالیا بازی کرده‌است.
وی در مسابقات بین‌المللی در مجموع برندهٔ ۱ مدال طلا و ۱ مدال برنز شده‌است.